# سیارک ۹۴۶
سیارک ۹۴۶ (به انگلیسی: 946 Poesia، نامگذاری:1921JC) نهصد و چهل و ششمین سیارک کشف شده‌است که در ۱۱ فوریه ۱۹۲۱ و در هایدلبرگ کشف شد.
قدر مطلق سیارک برابر ۱۰٫۴۲ است.